# Teodoro Olarte
Teodoro Olarte (Vitoria, España, 20 de abril de 1908 - San José, Costa Rica, 1980) fue un filósofo español exiliado en América que desarrolló su labor filosófica y pedagógica principalmente en Costa Rica.

## Vida y pensamiento
Teodoro Olarte Sáez del Castillo nació en Amárita el 20 de abril de 1908. Era el hijo mayor de una numerosa familia de catorce hermanos. Pertenecía a una familia de labradores de posición acomodada. Feliciano Olarte, padre del futuro filósofo, era un genuino representante del mundo alavés. Hombre culto, que había estudiado durante años en el Seminario Diocesano de Vitoria, de ideología nacionalista, fue concejal del Ayuntamiento de la capital alavesa durante los años de la República. Tras la Guerra Civil, fue expedientado y desterrado por sus ideas políticas. Era, como su esposa Sofía Sáez del Castillo, de profundas convicciones religiosas.
Teodoro Olarte realizó sus primeros estudios en la cercana localidad de Arroyabe. Cuando a los diez años tenía que dar el paso hacia los estudios superiores que se impartían en Vitoria, Teodoro ingresó en la familia franciscana de Aránzazu. La opción por la vida sacerdotal parece que tuvo que ser una cuestión deseada más por los padres que por el niño. En septiembre de 1919 ingresaba en el monasterio franciscano.
La primera etapa de la vida conventual la conformaban los estudios de humanidades o estudios latinos. Eran cinco años de estudio y de oración. La vida del novicio era dura y sacrificada bajo una disciplina muy rigurosa. Desde el primer año, Teodoro se distinguió por su inteligencia y por su despierto ingenio. Durante el año de 1923-24 cursó el noviciado en Zarauz, tiempo dedicado plenamente a la vida espiritual. Teodoro Olarte permaneció en Aránzazu hasta 1931, año de su ordenación sacerdotal. Durante este tiempo, entre sus compañeros, ganó fama de buen estudiante, de persona de gran inteligencia y de excelente compañero. 
Con veintitrés años, en 1931, se ordenó sacerdote. Su primera misa solemne la celebró en la parroquia de su localidad natal. Su primer destino fue el pueblo navarro de Olite. Allí estuvo hasta 1936. A mediados de ese mismo año, se encuentra en Coyoacán, México, desde donde marcha al poco tiempo a los Estados Unidos. Su primer destino fue Paterson, en el estado norteamericano de Nueva Jersey, para pasar a continuación a las misiones franciscanas de San Francisco en el estado de California.
Aunque no se pueda asegurar, parece que, cuando se trasladó a América, el joven franciscano ya arrastraba un serio problema de vocación. Después de varios años de dura lucha interior, decidió por el abandono de la vida sacerdotal. El retorno al hogar y a su tierra era imposible. ¿Qué hubiera significado en la España de finales de 1939 la presencia de un sacerdote que había abandonado los hábitos religiosos? Su destino tenía que ser otro. Por referencias de amigos cercanos, se sabe que en un principio su idea era integrarse al equipo de trabajo del navarro Juan David García Bacca y del donostiarra Eugenio Imaz en el proyecto de creación de la Facultad de Filosofía y Letras de Caracas. Sin embargo, la amistad que mantuvo con el cónsul costarricense en La Habana (lugar al que fue en varios ocasiones durante su estancia en Estados Unidos), Lara Bustamante, hizo que cambiara a última hora de planes. Los elogios del pequeño país centroamericano y las muchas posibilidades de trabajo cautivaron a Olarte. Atraído por Costa Rica, abandonó la idea de Caracas y se dirigió a San José, capital de la república costarricense. Pisó por primera vez tierra de Costa Rica el 16 de febrero de 1940. Llegó a su nuevo destino con cuarenta dólares en el bolsillo. Así daba comienzo a sus nuevos proyectos de vida y de profesión. Teodoro Olarte no es un típico ejemplo del exilio político, pero nadie puede negar la realidad de un exilio de carácter ideológico y espiritual.
Teodoro Olarte era un intelectual con una excelente preparación en disciplinas humanísticas. Lo que podía ofrecer era precisamente sus conocimientos. Al poco tiempo de su llegada estaba trabajando en diferentes colegios de la capital. Desde el primer momento, fue muy solicitado como profesor de latín, griego, filosofía, psicología, lengua, etc. Su vida durante los primeros años, fue un continuo caminar de un colegio a otro para impartir las disciplinas para las que había sido contratado. Teodoro Olarte tenía claro que la enseñanza secundaria no era su meta, sino simplemente una etapa de su camino. Sus miras estaban puestas en la Universidad. Como los estudios eclesiásticos no tenían validez civil, para obtener el grado de universitario tuvo que realizar los estudios necesarios hasta llegar a defender su tesis de licenciatura con el trabajo Alfonso de Castro (1495-1558). Su vida, su tiempo y sus ideas filosóficas-jurídicas. En 1945 obtuvo la tesis de licenciatura y en 1946 la Universidad Nacional de Costa Rica publicó su tesina en formato de libro.  
En esta época, 1946, Teodoro conoció a una joven costarricense de origen siciliano de nombre Graciela Palatino. Teodoro era un hombre atractivo, de complexión atlética, rubio y de tez blanca. Tenía las cualidades físicas como para no pasar desapercibido entre las jóvenes del lugar. Graciela era, por su parte, una joven de indiscutible atractivo, de gran simpatía y de tremenda jovialidad. Teodoro, por temperamento y por educación, era muy poco dado a requiebros amorosos. Es de suponer que Graciela tomara la iniciativa de una amistad que terminaría en amor y en matrimonio. Teodoro y Graciela se casaron por lo civil en 1949. De esta unión nacieron sus dos hijos: Jaime Adolfo (1950) y Jorge Arturo (1954). Esta situación de unión civil duró hasta el año 1965, año en que recibió de Roma la dispensa de todas sus responsabilidades sacerdotales.
La primera actividad como profesor universitario fue en el curso 1947-48, cuando fue invitado por las autoridades académicas a impartir un curso de psicología en la Facultad de Ciencias y Letras. Los resultados tuvieron que ser altamente satisfactorios, porque el curso de psicología siguió vigente durante los siguientes años. Teodoro Olarte había dado el paso definitivo a la Universidad. Esta situación le obligaba a simultanear la vida universitaria con la labor docente en diferentes colegios de la ciudad. Fueron años muy duros, de mucho trabajo, pero de interesantes expectativas. En el curso 1953-53 dio un paso adelante en el proceso de plena integración en la vida universitaria. A la asignatura de psicología añadió las disciplinas de Gramática Castellana y de Latín. 
Por esa época, se lanzó a la aventura de editar una revista de corte cultural y filosófico: Idearium. Fue una revista de vida corta pero de hondas influencias. El primer número apareció en abril de 1951 y el último en 1952. Fueron unos pocos números que calaron profundamente en los ambientes culturales de Costa Rica. Idearium junto a Revista de la Universidad de Costa Rica y a la Revista de Filosofía de la Universidad de Costa Rica, revistas en las que colaboró activamente nuestro profesor, formó parte del triunvirato más importante de las publicaciones científicas y culturales de Costa Rica. 
En 1956, Teodoro suscribió un contrato laboral con la Universidad de Costa Rica a tiempo completo. Era un paso importante y muy deseado, ya que le permitía centrar todos sus esfuerzos en la docencia y en la investigación. Por otra parte, abandonó sus disciplinas habituales de psicología, latín y gramática castellana para centrarse en lo que a él más le motivaba: la filosofía. A partir de 1960, ya con categoría de catedrático, se hizo cargo de las disciplinas de Filosofía del Lenguaje y de Filosofía de la Cultura y a partir de 1962 añadió a su haber la asignatura de Antropología Filosófica. 
En 1958 fue nombrado Director del Departamento de Filosofía. A partir de ese momento los cargos y los reconocimientos se suceden y se multiplican. Fue nombrado Vicepresidente de la Asociación Costarricense de Filosofía, Decano suplente de la Facultad de Ciencias y Letras (1963), Vicedecano y Decano (1964 y ss.). Su presencia era continua en la prensa costarricense, doctor honoris causa por su propia universidad (1973) a petición del claustro de profesores.
Para tener una idea objetiva y clara de su actividad universitaria, hay que añadir a la sorprendente labor académica y de gestión, sus dedicaciones como conferenciante, articulista e investigador filosófico. Destacó en muchos campos y tuvo presencia en muchos foros de opinión tanto orales como escritos. Lo más destacable son sus libros de filosofía y sus artículos de opinión. Fue reconocido y admirado por alumnos y allegados como una excelente persona, como un brillante profesor y como un entrañable compañero.
El tiempo pasaba. El joven que llegaba a San José en 1940 con un mundo entero de ilusiones y de proyectos, sin darse cuenta había alcanzado la edad de la jubilación. En 1977 cumplía los setenta años y llegaba el momento de despedirse de la que había sido durante casi cuarenta años una de las razones fundamentales de su vida: la universidad con su actividad docente. Era un hombre ya cansado y un tanto decrépito, marcado por las huellas de la enfermedad. El 1 de mayo de 1978 cesaba en todas sus funciones. La jubilación le había llegado de manera inexorable. Su nombramiento como Profesor Emérito tuvo que dulcificar su situación, pero no la solucionó. A partir de 1975 empezó a padecer deficiencias coronarias. El corazón daba muestras inequívocas de una seria disfunción. Como consecuencia, le tuvieron que colocar un marcapasos. Su organismo lo rechazó. El deterioro físico y las complicaciones fueron en aumento. Teodoro Olarte moría en la madrugada del 18 de mayo de 1980, a la edad de setenta y tres años.
Teodoro Olarte pertenece al grupo de filósofos vascos que asumieron el exilio como forma de vida y como estrategia para desarrollar una vocación universitaria en espacios de libertad y de entrega. Optó voluntariamente por América, transformando los países de acogida en tierra de asilo y en lugar de entregas. Quiso pagar con su trabajo lo que éstos tan generosamente le habían ofrecido: vida y oportunidades. El País Vasco fue su país de origen y Costa Rica su tierra de adopción y de vida. Teodoro Olarte amó profundamente sus dos tierras o sus dos patrias, porque las dos habían conformado partes substanciales de su ser y de su existencia.

## Obras
Alfonso de Castro (1495-1558). Su vida, su tiempo y sus ideas filosóficas-jurídicas.
San José (Costa Rica): Universidad Nacional de Costa Rica, 1946. 
Filosofía actual y humanismo. San José: Editorial Costa Rica, 1966.
El ser y el hombre. San José: Editorial Fernández Arce, 1974.
Olarte, Láscaris y la filosofía latinoamericana (Introducción y selección de Guillermo Malavassi). San José: Editorial Universidad de Costa Rica, 1980, pags. 15-70.
Antropología filosófica y cultura personal (Prólogo, selección y edición J. A. Ascunce, A. Jiménez y M. L. San Miguel). Vitoria: Editorial del Ayuntamiento de Vitoria, 2008.
"Variaciones filosóficas sobre don Quijote", Revista Universidad de Costa Rica, n.º 3, San José, 1948, págs. 204-212.
"El universo según Pierre Teilhard de Chardin", Revista de Filosofía de la Universidad de Costa Rica, Vol 1, n.º 2, San José, julio-diciembre de 1957, págs. 137-148.
"Actitud filosófica del Dr. Marcelino Menéndez y Pelayo", Revista de la Universidad de Costa Rica, n.º 15, 1957, págs. 16-38.
"Panorama de la Filosofía Hispanoamericana del Siglo XX", Revista de Filosofía de la Universidad de Costa Rica, Vol 1, n.º 3, San José, enero-junio de 1958, págs. 207-221.
"En torno a la filosofía americana", Actas del XXIII Congreso Internacional de Americanistas. San José: Imprenta Nacional, 1959, págs. 17-22.
"La filosofía tradicional y el evolucionismo", Revista de la Universidad de Costa Rica, n.º 19, San José, 1959, págs. 5-16.
"La vida filosófica en la Universidad de Costa Rica", Revista de Filosofía de la Universidad de Costa Rica, Vol. 3, n.º 11, San José, enero-junio de 1962, págs. 305-328.
"Alejandro Korn ante el problema de la metafísica", Estudios sobre Alejandro Korn. Buenos Aires: Universidad Nacional de La Plata, 1963, págs. 77-97.
"La función de la Filosofía en la universidad", Actas del II Congreso Extraordinario Interamericano de Filosofía, Revista de la Universidad de Costa Rica, San José, 1965, págs. 5-16.
"La función de la filosofía en la formación de la cultura personal", Crátera-Publicación del Ateneo Universitario, Universidad de Costa Rica, Vol. 1, n.º 1, San José, 1965, págs. 5-16.